# كيفن سلون
كيفن سلون (بالإنجليزية: Kevin Sloan)‏ هو لاعب كرة قدم ومدرب كرة قدم أمريكي في مركز الهجوم، ولد في 23 ديسمبر 1965 في ماونت إيري في الولايات المتحدة. شارك مع منتخب الولايات المتحدة لكرة الصالات. أما مع النوادي، فقد لعب مع تامبا باي راوديز.